# مشاري العصيمي
مشاري محمد مطلق العصيمي  ولد في عام 1949 (وتوفيَّ في 7 سبتمبر 2019)، هو محامي كويتي حاصل على ليسانس الحقوق من جامعة الكويت في عام 1972. 

## السيرة البرلمانية
انتخب عضوا بمجلس الأمة الكويتي عن دورات 1992 و1996 و1999 ، اختير عضوا باللجنة التشريعية بمجلس الأمة الكويتي من 1992 – 2003 و عضو في لجنة حماية الأموال العامة في مجلس الأمة من 1994 – 2002،. وشارك ابضا في لجـان مجلس الأمة الكويتي - اللجان الدائمة لجنة الشؤون التشريعية والقانونية، انتخب كرئيس جمعية المحامين الكويتية 1988-1992 ،. وترشح لانتخابات مجلس الأمة الكويتي عام 2012،

## السيرة الوظيفية
عمل مشاري العصيمي بوظيفة وكيل نيابة في مكتب النيابة العامة وباحث قانوني في شركة البترول الوطنية الكويتية في مكتب لندن ومدير إدارة الشؤون القانونية في المؤسسة العامة للتأمينات الاجتماعية.
وشارك العصيمي في لجان مجلس الأمة الكويتي (اللجان الدائمة لجنة الشؤون التشريعية والقانونية) وترشح لانتخابات مجلس الأمة عام 2012 (مجلس فبراير المبطل بحكم المحكمة الدستورية.

## مواقفه السياسية
وللعصيمي مواقف سياسية واجتماعية بارزة خلال مسيرته الطويلة في العمل الحقوقي والسياسي فقد كان يدافع عن الحق ويضع مصلحة الوطن نصب عينيه حيث يشهد سجله بسلسلة من الإنجازات والنجاحات.

## وفاته
رحل مشاري العصيمي 7 سبتمبر 2019 بعد صراع طويل مع المرض، وفي إحدى محطات حياته النيابية اختير لنبوغه في القانون كي يمثل مجلس الأمة أمام المحكمة الدستورية في قضية تفسير المادة 71 من الدستور المتعلقة بالمراسيم الأميرية. مشاري العصيمي اسم بارز في المحطات الوطنية والسياسية، وأحد أهم أعمدة العمل القانوني في الكويت.